# 小阪裕司
小阪 裕司（こさか ゆうじ）は、日本の経営者。作家。経営学の研究者。博士（情報学）（2011年、工学院大学にて取得）。「オラクルひと・しくみ研究所」代表。

## 経歴・役職
- 大阪府生まれ、愛知県名古屋市で育つ。（生年非公表）
- 1985年、山口大学人文学部人文学科美学・美術史専攻卒業。卒業後小売企業を経て広告代理店で働く。
- 1992年、オラクルひと・しくみ研究所設立。
- 2007年、静岡大学大学院客員教授。
- 2007年、工学院大学大学院後期博士課程入学。
- 2009年、九州大学非常勤講師。
- 2010年、中部大学客員教授。
- 2010年、九州大学客員教授。
- 2011年、工学院大学にて博士（情報学）取得。
- 2013年現在、日本感性工学会理事。ワクワク系（感性価値）マーケティング実践会主宰。

## 研究・論文
- 小阪裕司「感性情報デザインによる感性価値創造手法 : オラクルひと・しくみ研究所」『経営システム= Management systems : a journal of Japan Industrial Management Association』第17巻第6号、日本経営工学会、2008年2月、441-445頁、ISSN 09176241、NAID 10021151043。
- 小阪裕司「レストランサイエンス研究所(第3回)お客は店名からどんな内装をイメージする?」『日経レストラン』第400号、日経BP社、2008年7月、86-88頁、ISSN 09147845、NAID 40016133943。（ログイン必要）
- 小阪裕司「レストランサイエンス研究所(最終回)小手先の対策は店をダメにする 今こそ感性ビジネスへの脱皮を!」『日経レストラン』第406号、日経BP社、2008年12月、115-117頁、ISSN 09147845、NAID 40016383786。（ログイン必要）
- 「スプーン一杯の隠し味(第1回)「心を豊かにする商品」棚がある雪国の食品スーパー」（日経プレミアplus、2012年）NAID 40019869684

## 著書
- 『お客さまの「特別」になる方法 「リレーションシップ・キャピタル」の時代』(角川oneテーマ21)、角川書店、2010年11月、ISBN 978-4-04-710262-0
- 『「ありがとう」と言われる商い』、商業界、2010年6月、ISBN 4785503734
- 『「買いたい!」のスイッチを押す方法 消費者の心と行動を読み解く』(角川oneテーマ21)、角川書店、2009年11月、ISBN 978-4-04-710215-6
- 『天職の作法』、大和書房、2004年5月、ISBN 4479790942
- 『あなたにもできる「惚れるしくみ」がお店を変える!―大繁盛のしくみづくり』、フォレスト出版、2000年11月、ISBN 4894511045
- 『発動せよ! 変人（かぶきもの）感性』、発行 ぼくら社、出版 プレジデント社、2013年10月、ISBN 4833441217
- 『リーダーが忘れてはならない3つの人間心理 』(Forest 2545 Shinsyo)、フォレスト出版、2010年3月、ISBN 978-4-89451-810-0
- 『価値創造の思考法』、東洋経済新報社、2012年12月、ISBN 978-4-492-55722-8
- 『「お店」は変えずに「悦び」を変えろ！ 商い革命への5ステップ』、フォレスト出版、2013年9月、ISBN 978-4-89451-583-3
- 『「顧客消滅」時代のマーケティング ファンから始まる「売れるしくみ」の作り方』(PHPビジネス新書)、PHP研究所、2021年3月、ISBN 978-4-569-84866-2

## メディア出演
- FMヨコハマ「WAKUWAKUビジネステイメント」毎週30分の小阪裕司番組。
- Love FM「Brand-new Focus!」毎月レギュラーコーナーパーソナリティ。